# 維克托 (堪薩斯州)
維克托（英語：Victor）是位於美國堪薩斯州米切爾縣的一個鬼鎮。

## 歷史
維克托的郵政局於1879年設立，直到1941年結束營運。該地於1910年時有40人。

## 地理
維克托所處的海拔為高於海平面456米（即1496英呎），而該地所採用的時區為UTC-6，即北美中部時區（CST）。同時該地設有夏令時間，為UTC-6調快一小時，即UTC-5（CDT）。